# Alan McDonald
Alan McDonald (Belfast, 12 d'octubre de 1963 - 23 de juny de 2012) fou un futbolista i actual entrenador de futbol d'Irlanda del Nord.
Com a futbolista defensà els colors del Queens Park Rangers on hi passà 17 anys. També jugà al Charlton Athletic, on fou cedit una temporada i al Swindon Town on finalitzà la seva carrera com a futbolista. Fou 52 copa internacional amb Irlanda del Nord.
Després de diversos anys com a entrenador assistent a diversos clubs, el juny de 2007 esdevingué primer entrenador del Glentoran.